# L'Homme qui danse
 (janvier 2023).
L'homme qui danse est un roman de Victor Jestin paru en 2022 aux éditions Flammarion. Il est lauréat du Prix Blù- Jean-Marc Roberts et du Prix de la Maison Rouge.

## Résumé
La Plage est le nom de la boîte de nuit d'une petite ville en bord de Loire. 
C'est là qu'Arthur, dès l'adolescence et pendant plus de vingt ans, se rend avec frénésie. Dans ce lieu hors du temps, loin des relations sociales ordinaires, il parvient curieusement à se sentir proche des autres, quand surtout ailleurs sa vie n'est que malaise et balbutiements. Sur la piste de danse, il grandit au gré des rencontres - amours fugaces, amitiés violentes, modèles masculins écrasants. Au fil des ans, il se cherche une place dans la foule, une façon d'exister. 
Jusqu'où le mènera cette plongée dans la nuit ?

## Accueil critique
Le roman reçoit le Prix Blù-Jean-Marc Roberts et le prix Maison Rouge. Il a également figuré sur la liste du prix Médicis. 